# Clas Åkesson (Tott)
Clas Åkesson (Tott), född omkring 1530, död 27 maj 1590, var en svensk militär och ämbetsman, riksråd från 1575. Han var son till riksrådet Åke Klasson Tott, häradsdomare i Hattula och Ingeborg Siggesdotter Sparre.

## Biografi
Clas Åkesson skall enligt vissa uppgifter ha varit häradshövding i Hollola härad i Finland 1551. 1558–1561 var han häradshövding i Östra Raseborgs härad, 1562–1583 i Sääksmäki och Borgå. Han dubbades till riddare vid Erik XIV:s kröning 1561 och stod högt i gunst hos denne och Johan III. 1563 höll han konungsräfst i Nyland, 1564 reste han som sändebud till Polen, och efter återkomsten deltog han i kriget mot Danmark, blev fången 1565 men utväxlades 1569. 1569 blev Clas Åkesson lagman i Närke och 1570 hövitsman på slottet Tre Kronor i Stockholm, därefter tillsammans med Karl Henriksson (Horn) befälhavare i Reval, där de båda 1570–1571 under 30 veckors tid presterade ett tappert och framgångsrikt försvar mot en överlägsen rysk armé. 1572 utnämndes han till krigsöverste i Estland och besegrade 1572 i slaget vid Lode en mångfaldigt överlägsen rysk styrka, varefter han försökte inta de viktiga fästena Wesenberg och Tolsburg, men misslyckades på grund av legoknektarnas myteri.
År 1575 var han med om att avsluta det stillestånd på två år, som ingicks vid Systerbäck, blev följande år riksråd, förordnades samma år till ståthållare över hela Finland, deltog 1583 och 1585 i vapenstilleståndsförhandlingarna i Plussa och blev 1585 guvernör och överstelagman över Finland med Karelen. Då han 1590 i Reval jämte flera andra riksråd vågade motsätta sig Sigismunds återresa till Sverige, dömdes han från sina ämbeten.

## Familj
Clas Åkesson gifte sig 28 augusti 1558 med Karin Karlsdotter (Gyllenstierna), dotter till riksrådet och lagmannen i Västergötland Karl Eriksson (Gyllenstierna) och Marina Nilsdotter (Grip). Han gifte sig andra gången 8 januari 1570 på Kankas med Kerstin Henriksdotter (Horn), dotter till riddaren och lagmannen i Södra Finland Henrik Klasson Horn och Elin Arvidsdotter (Stålarm), i hennes 2:a gifte.
Barn med Karin Karlsdotter:
1. Åke Tott, född 1559-06-29, död före 1590.
2. Anna, död mellan 1570 och 1590
3. Ingeborg Clausdotter Tott, född 1563-01-03 på Bysta, död 1614-05-11 på Händelö. Gift med riddaren och riksrådet Sten Axelsson Banér i hans 2:a gifte.

Barn med Kerstin Henriksdotter:
1. Brita, död före 1604.
2. Henrik Clausson Tott. Slottsloven. Cirka 1552–1603.
3. Hans Clausson Tott, halshuggen mellan 1604 och 1606.
4. Elin Clausdotter Tott, död 1632-03-06. Gift 1595-02-09 i Stockholm med ståthållaren Hans Eriksson (Ulfsparre af Broxvik).
5. Karin Clausdotter Tott, död 1619. Gift 1607-09-13 med sin svågers brorson, ståthållaren Johan Månsson (Ulfsparre af Broxvik).
6. Kerstin Clausdotter Tott, död 1624-05-25. Gift med vice presidenten i Svea hovrätt Jakob Snakenborg.
7. Anna Clausdotter, född 1581-03-08 på Sjundby, död 1646-04-18. Gift 1621-04-28 med landshövdingen Bror Andersson (Rålamb).